# 陈秋草
陈秋草（1906年2月17日—1988年5月23日），又名陈蔯，字秋草，号犁霜、实斋。画室名风之楼，浙江宁波人，中国海派画家。

## 生平
陈秋草生于上海，籍貫浙江鄞县。1925年，肄业上海美术专科学校，学习西方绘画。1928年，筹办上海白鹅绘画研究所。1934年，创办上海白鹅绘画补习学校。1934年，任上海良友图画公司《美术杂志》编辑。1955年，任上海美术馆馆长。

## 艺术特色
陈秋草早年获得西方绘画系统训练，具有深厚素描功底。后又回归传统，自1936年改习中国画，专注中国传统绘画的研究创作，由此而兼长中西绘画。其画作自然写实，色彩和諧，画面明丽，别具一格。 陈於中国画中几大门类山水画、花鳥画、人物画皆能，尤擅长小景花卉。